# Vilaleo
Vilaleo (llamada oficialmente Santa María de Vilaleo) es una parroquia española del municipio de Láncara, en la provincia de Lugo, Galicia.

## Organización territorial
La parroquia está formada por seis entidades de población, constando cinco de ellas en el nomenclátor del Instituto Nacional de Estadística español:
- Castelo
- Chao (O Chao)
- Hermida (A Ermida)
- Neira de Rapados
- Vilaleo de Abaixo
- Vilaleo de Arriba

## Demografía
| Gráfica de evolución demográfica de Vilaleo entre 2000 y 2020 |
|                                                               |
| Datos según el nomenclátor publicado por el INE.              |